# Evelin Fischer
Evelin Fischer (* 9. Januar 1948 in Greppin) ist eine deutsche Politikerin (SPD). Sie war von 1990 bis 1994 Abgeordnete des Deutschen Bundestages.
Fischer besuchte die Polytechnische Oberschule und absolvierte im Anschluss ein Studium an einer Fachhochschule an einem Institut für Lehrerbildung. Nach einem Hochschulstudium arbeitete sie im Anschluss als Designerin. Im Jahr 1989 wurde sie Mitglied des Neuen Forums, trat im Januar 1990 aber wieder aus, um einen SPD-Ortsverein zu gründen. Für die SPD gehörte Fischer dem Kreistag Gräfenhainichen an. Bei der ersten Gesamtdeutschen Bundestagswahl am 2. Dezember 1990 zog sie über die Landesliste von Sachsen-Anhalt in den Bundestag ein. Dort war sie Mitglied im Ausschuss für Bildung und Wissenschaft sowie bis Juli 1993 stellvertretendes Mitglied im Innenausschuss. Nach Ende der Wahlperiode schied sie aus dem Parlament aus.